# NGC 6916
NGC 6916 في الفهرس العام الجديد، هي مجرة، تقع في كوكبة الدجاجة (كوكبة). اكتشفت في 26 يونيو 1887 بواسطة لويس سويفت.

## روابط خارجية
- NGC 6916 على موقع ويكي سكاي: DSS2, SDSS, GALEX, IRAS, Hydrogen α, X-Ray, Astrophoto, Sky Map, Articles and images